# Ancona della Passione
El retablo de la Pasión (en italiano: Ancona della Passione) es un políptico de principios del siglo XV, en mármol tallado, colocado en el altar mayor de la basílica de San Eustorgio de Milán, la sede principal de la Orden Dominica en la ciudad.

## Historia y descripción

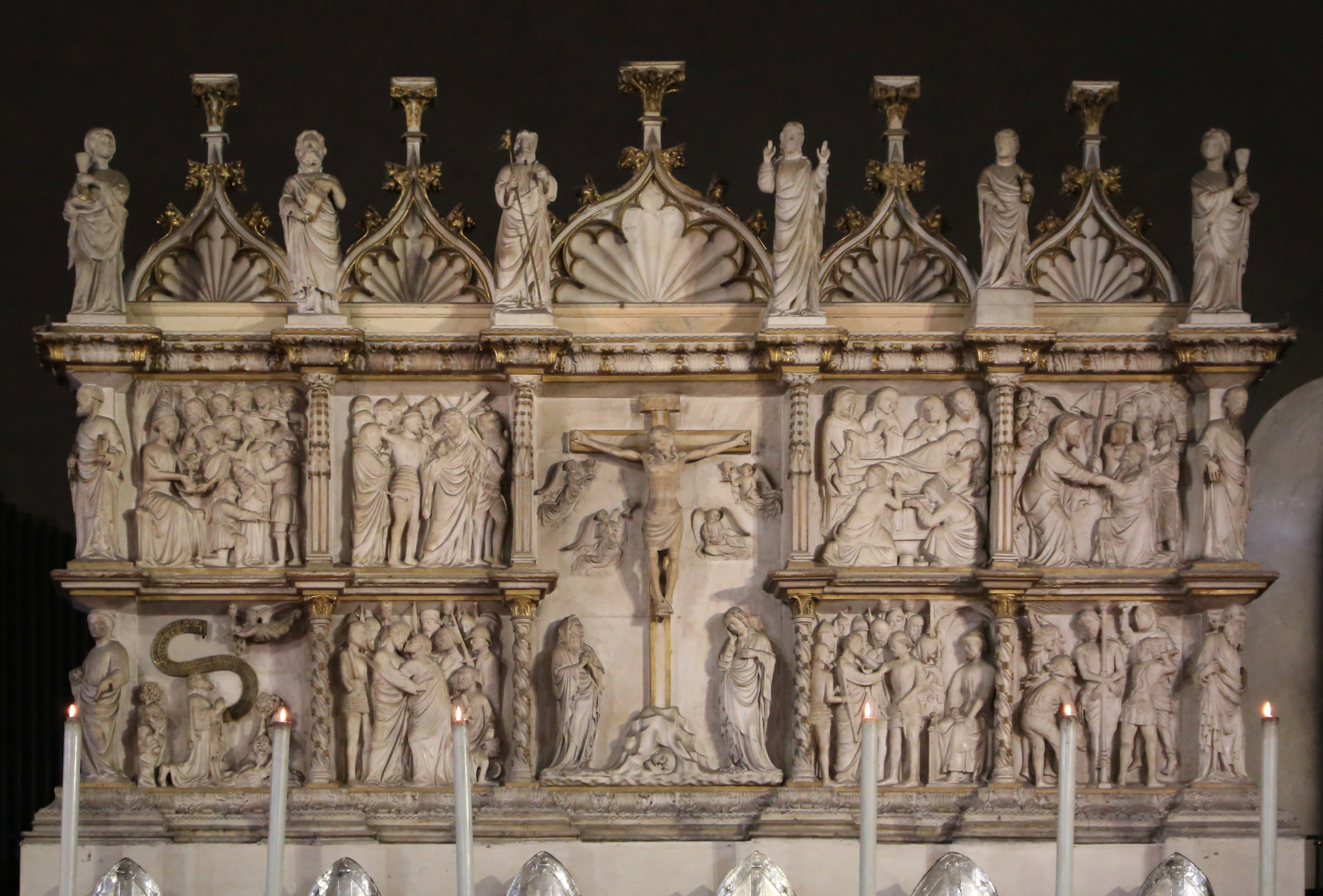
Vista en detalle del retablo

La obra escultórica en mármol probablemente fue encargada por el señor y luego duque de Milán Gian Galeazzo Visconti (r. 1378-1405) en los últimos años del siglo XIV: el políptico según las fuentes antiguas debía organizarse en tres niveles en lugar de los dos actuales, pero la problemática realización de la obra seguramente fue la causa de que no se hiciese de acuerdo con el proyecto original. Un análisis estilístico de las nueve escenas a partir de las que se forma el retablo revela, de hecho, que éstas son en parte obra de un escultor anónimo lombardo, mientras que dos paneles serían atribuibles a Jacopino da Tradate o al menos a su círculo.
Particularmente notables son la Orazione di Cristo nell 'orto y la Crocifissione, caracterizadas por composiciones más elegantes y una realización más refinada que las composiciones abarrotadas de las otras siete formas, se cuentan entre las mejores pruebas escultóricas de principios del siglo XV en Lombardía. Otro escultor fue responsable de las estatuas de  Sant'Eustorgio (en el centro), San Magno y San Domenico (en la  derecha) y Sant'Eugenio y San Pietro Martire (izquierda) que coronan el ancón entre las cúspides.
El políptico se compone, comenzando por la parte inferior izquierda, en sentido antihorario:
- Orazione di Cristo nell'orto: atribuido a Jacopino da Tradate;
- Bacio di Giuda;
- Crocifissione: escena central del políptico, realizada por Jacopino da Tradate, ocupa los dos órdenes de la composición;
- Discesa al Limbo;
- Compianto di Cristo;
- Crocifissione;
- Salita al Calvario.